# Biddinghuizen
Biddinghuizen ist ein Dorf im östlichen Flevoland, Teil der niederländischen Provinz Flevoland. Es gehört zur Gemeinde Dronten und liegt etwa 16 km südöstlich der Provinzhauptstadt Lelystad. Der sogenannte Bezirk zählt 7.120 Einwohner (Stand: 1. Januar 2024). Die Besiedlung des Ortes nach der Trockenlegung des Polders begann am 10. Oktober 1963.
Etwa 4 km südöstlich des Dorfes liegt der Vergnügungspark Walibi Holland. Auch für Wassersport ist Biddinghuizen beliebt.

## Veranstaltungen
Von 1982 bis 1994 fand auf einem Gelände neben dem Walibi Holland das Flevo Festival statt. 1994 gab es hier die European Scout Jamboree und 1995 gab es hier die 18. World Scout Jamboree mit 28.960 Teilnehmenden aus 166 Staaten und Territorien.
Seit 2000 findet im August das Musikfestival Lowlands auf diesem Gelände statt. Es ist mit 90.000 Besuchern, über 200 Bands auf über 10 Bühnen eines der größten und bekanntesten Festivals in den Niederlanden. Seit 2011 wird im Juni das Hardstylefestival „Defqon.1“ von Q-Dance ebenfalls dort veranstaltet.

## Persönlichkeiten
- Ria Buiten (* 1964), Ultraathletin[2]
- Sander Lantinga (* 1976), Radio- und Fernsehmoderator
- Simone Kets (* 1996), Fußballspielerin